# Reverse Graffiti

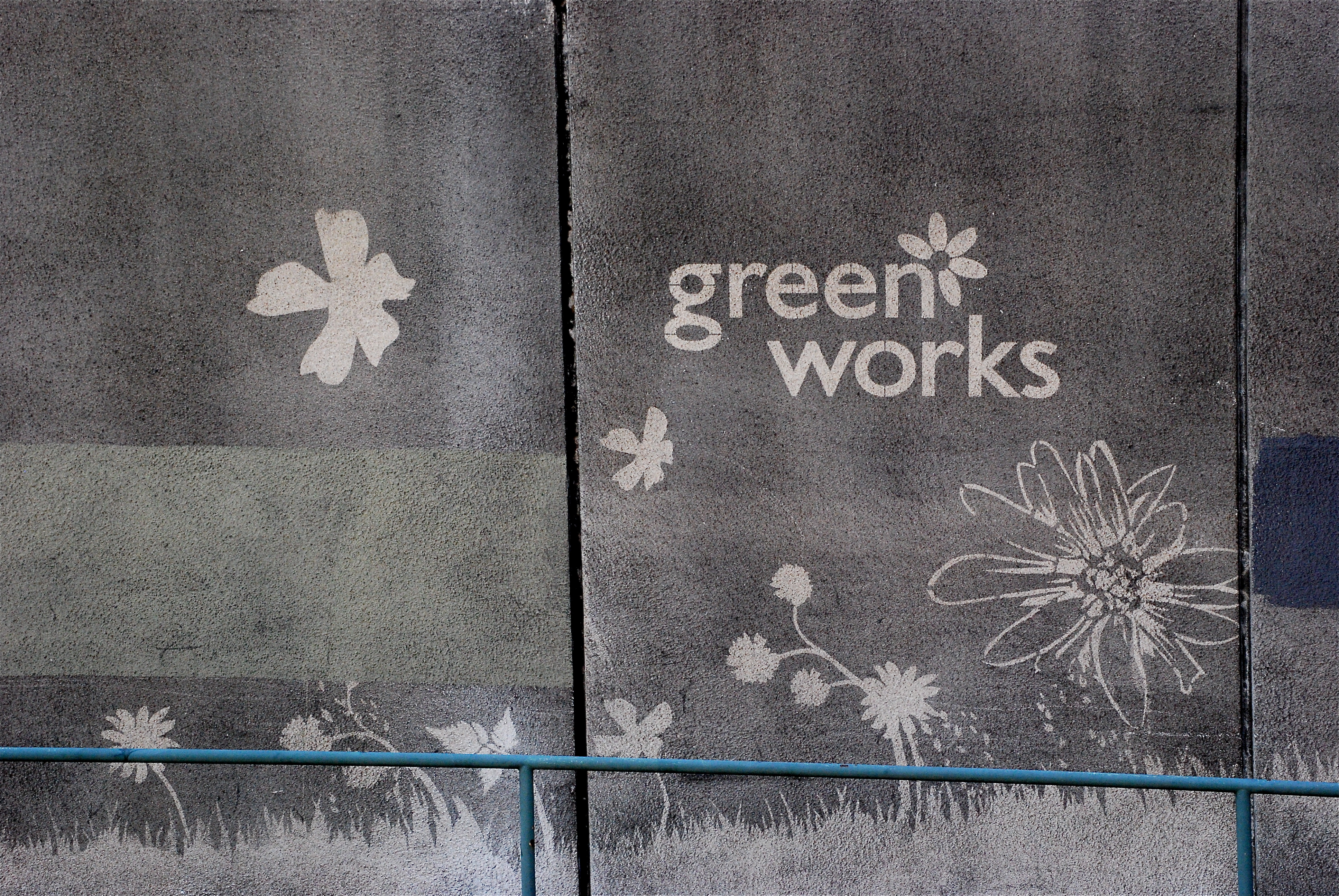
Ausschnitt aus einem Reverse-Graffito von Paul „Moose“ Curtis in San Francisco

Reverse Graffiti (frei übersetzt: „umgekehrte Graffiti“) ist eine spezielle Form von Graffiti. Das Bild entsteht hierbei, indem z. B. eine Straße, eine Tunnelwand oder Stadtmöbel partiell gereinigt werden.
Manche Künstler kreieren Bilder, indem sie Wände u. a. mit Lappen und Bürsten in Kombination mit Reinigungs- und Lösungsmitteln reinigen. Im einfachsten Fall wird mit den Fingern in den Staub verdreckter oder durch eine dünne Schneeschicht bedeckte Scheiben, Fahrzeuge etc. gezeichnet.
Das Verfahren wird aber auch vermehrt in der Werbung eingesetzt, wo es auch Streetbranding genannt wird. Der Begriff leitet sich in dem Fall vom englischen Begriff Branding ab, der ursprünglich für das Einsetzen von Brandzeichen auf Tieren benutzt wurde. Hier wird das Bild in der Regel mittels einer Schablone und einem Hochdruckreiniger erstellt. Auch Umweltinitiativen und andere Gruppen nutzen das Streetbranding zur Darstellung ihrer Inhalte, weil so auf die Verschmutzung durch den Verkehr aufmerksam gemacht werden kann und die Erstellung der Bilder gleichzeitig umweltfreundlich ist, da lediglich Wasser verwendet wird.

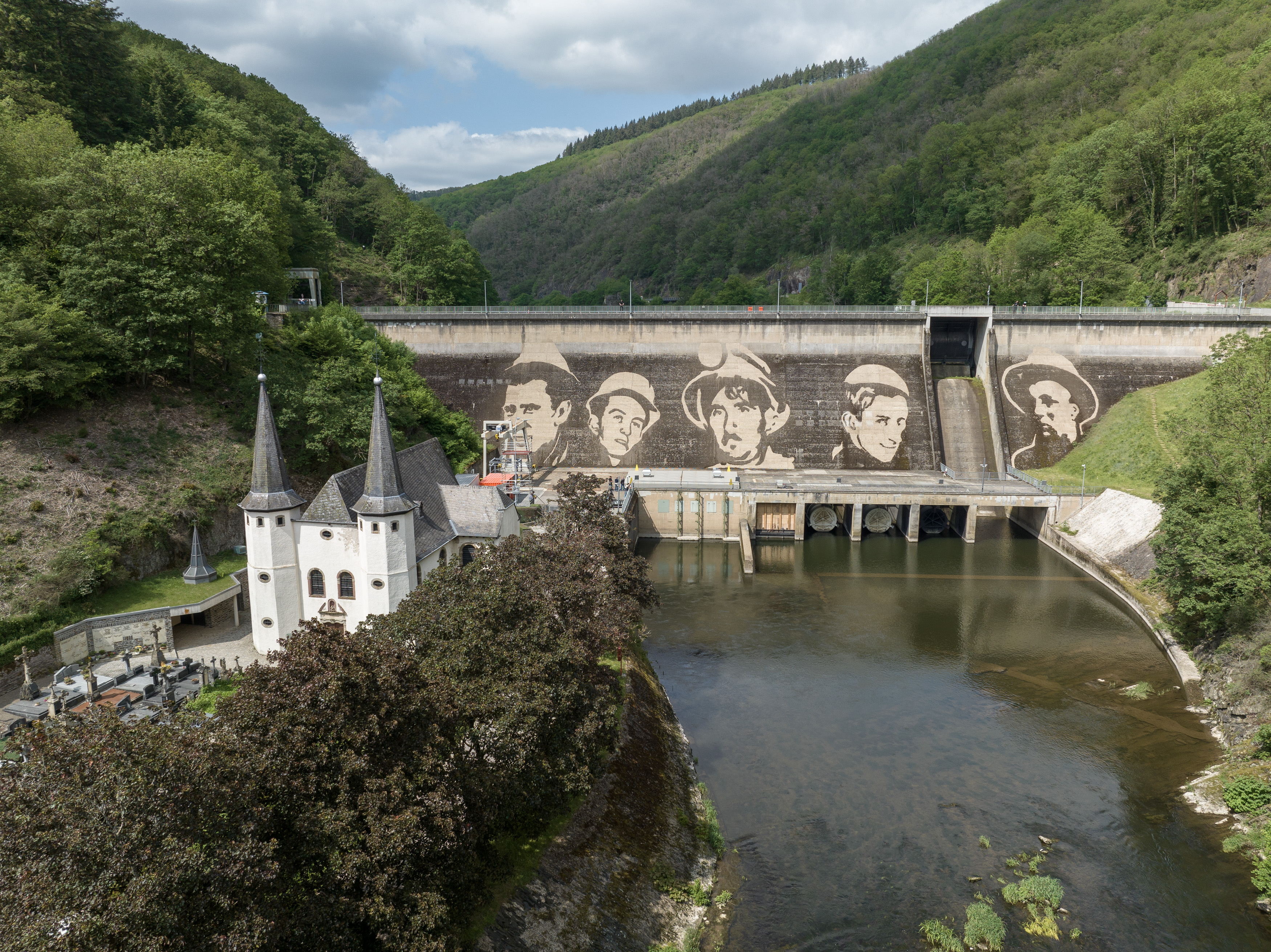
Reverse Graffiti von Klaus Dauven in Vianden, Luxemburg, 2023

Der Effekt hält, je nach Verschmutzungsgrad und erneuter Anlagerung von Feinstaubpartikeln, zwischen sechs Wochen und sechs Monaten an.
Es ist manchmal durchaus auch beabsichtigt, mit unerwünschter oder ausdrücklich unerlaubter Werbung (wie Logos von Konkurrenzprodukten in Eingangsbereich vor oder auf einem Firmengelände) eine rasche Reinigung von erkennbar verdreckten Flächen zu provozieren, da jene indirekte Werbung raschmöglichst wieder entfernt werden soll – und das geht dann meist nur und am schnellsten, indem die gesamte Fläche mit dem Hochdruckreiniger saubergemacht wird.

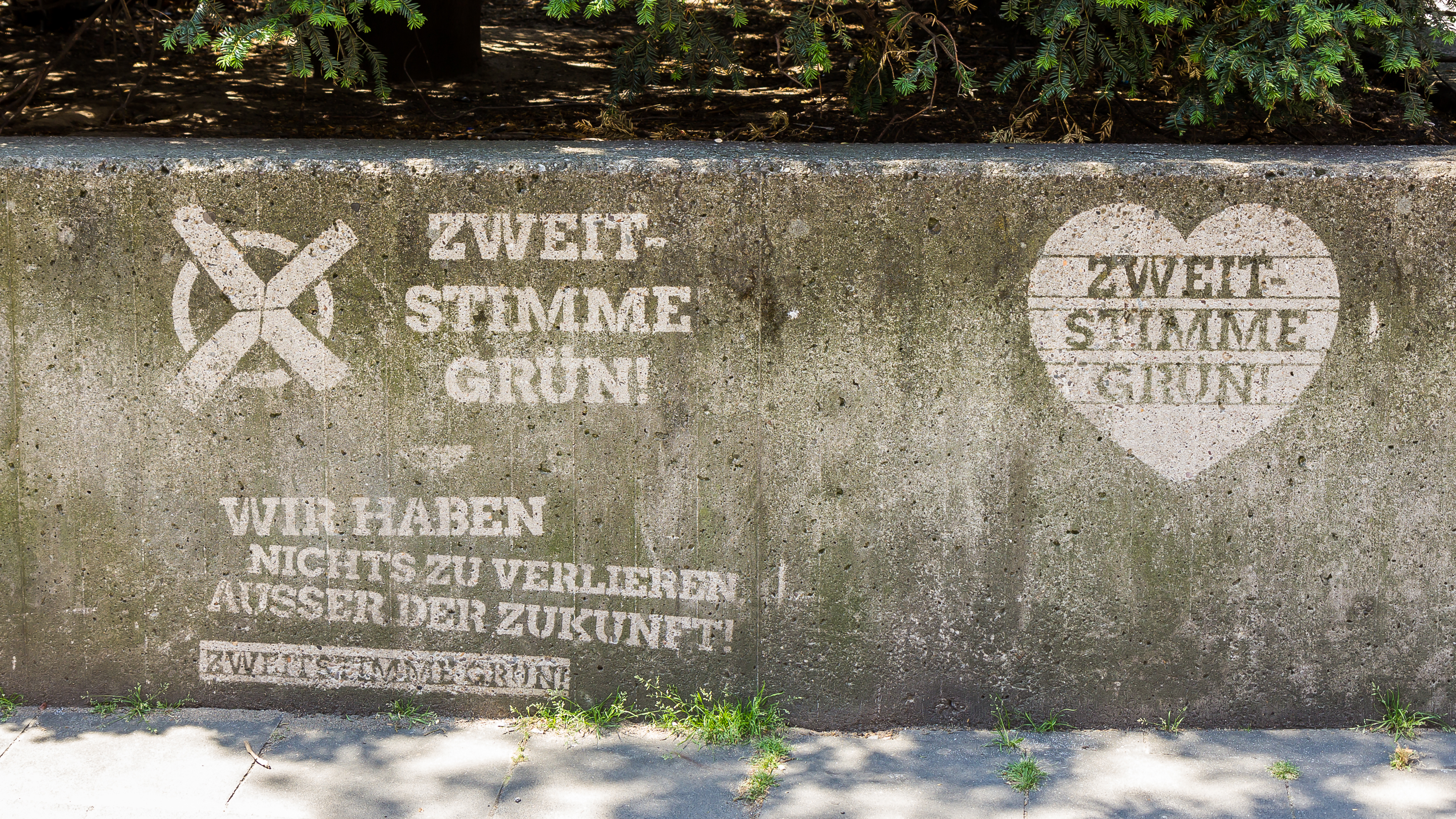
Reverse Graffiti von Oliver Bienkowski in Köln als Wahlwerbung

Da der Untergrund nicht bemalt oder anderweitig verändert wird, sondern lediglich partiell gereinigt ist, wird Reverse Graffiti meist als legal betrachtet. Diese Frage ist jedoch nicht abschließend geklärt. Im April 2014 erklärte die Stadt Köln, jedes Reverse Graffito, bei dem der Urheber ermittelt würde, bei der Staatsanwaltschaft anzuzeigen. Vorausgegangen war eine laut Stadtverwaltung kostenintensive Reinigung zweier Flächen, an denen werbende Reverse Graffiti angebracht worden waren.
Vom Regenwasser gut erreichte Betonwände, die von der Sonne nicht allzu stark beschienen werden, überziehen sich im Laufe der Jahre mit Flechtenbewuchs. Der dadurch entstehende dunkle Belag kann mit dem scharfen Wasserstrahl eines Hochdruckreinigers gut entfernt werden und bietet daher ebenfalls eine Basis für Reverse Graffiti.

## Künstler
Künstler, die großflächige Reverse Graffiti anbringen, bedienen sich häufig der Stencil-Technik. Dabei werden Muster, Formen oder Collagen in z. B. Folien oder Holz geschnitten, die anschließend als Schablone dienen. Mit Hilfe von z. B. Hochdruckreinigern können Abbilder dieser Vorlagen als Positiv (die gereinigten Flächen bilden das Motiv ab), als Negativ (die ungereinigten Flächen bilden das Motiv ab) oder in Kombination auf Untergründe übertragen werden.
Bekannte Reverse-Graffiti-Künstler sind der Brite Paul Curtis, der Brasilianer Alexandre Orion, der französische Street-Artist ZEVS und die Deutschen Klaus Dauven und Oliver Bienkowski.